# Лейденський ботанічний сад
Ле́йденський ботані́чний сад (нід. Hortus botanicus Leiden) — ботанічний сад у нідерландському місті Лейден, найстаріший ботанічний сад в Нідерландах і один з найстаріших в Європі. Розташований у південно-західній частині історичного центру міста, між головною будівлею Лейденського університету і Лейденською обсерваторією. Заснований у 1590 році, сад із самого початку був відкритий для відвідувачів. Є частиною Лейденського університету.
Ботанічний сад тісно співпрацює з іншими ботанічними садами країни, Лейденським університетом, природознавчими музеями, різними державними установами тощо. Директор з наукової роботи Лейденського ботанічного саду одночасно є керівником Національного гербарію Нідерландів та директором із наукової роботи Центру біорізноманіття «Натураліс». Більша частина колекцій рослин ботанічного саду входить до Національного гербарію Нідерландів.
Лейденських ботанічний сад є членом Міжнародної ради ботанічних садів та Нідерландської спілки ботанічних садів. Міжнародний ідентифікаційний код ботанічного саду — HBL.
З 2003 року Лейденських ботанічний сад є зареєстрованим музеєм і входить до Нідерландської асоціації музеїв (NMV).

## Історія

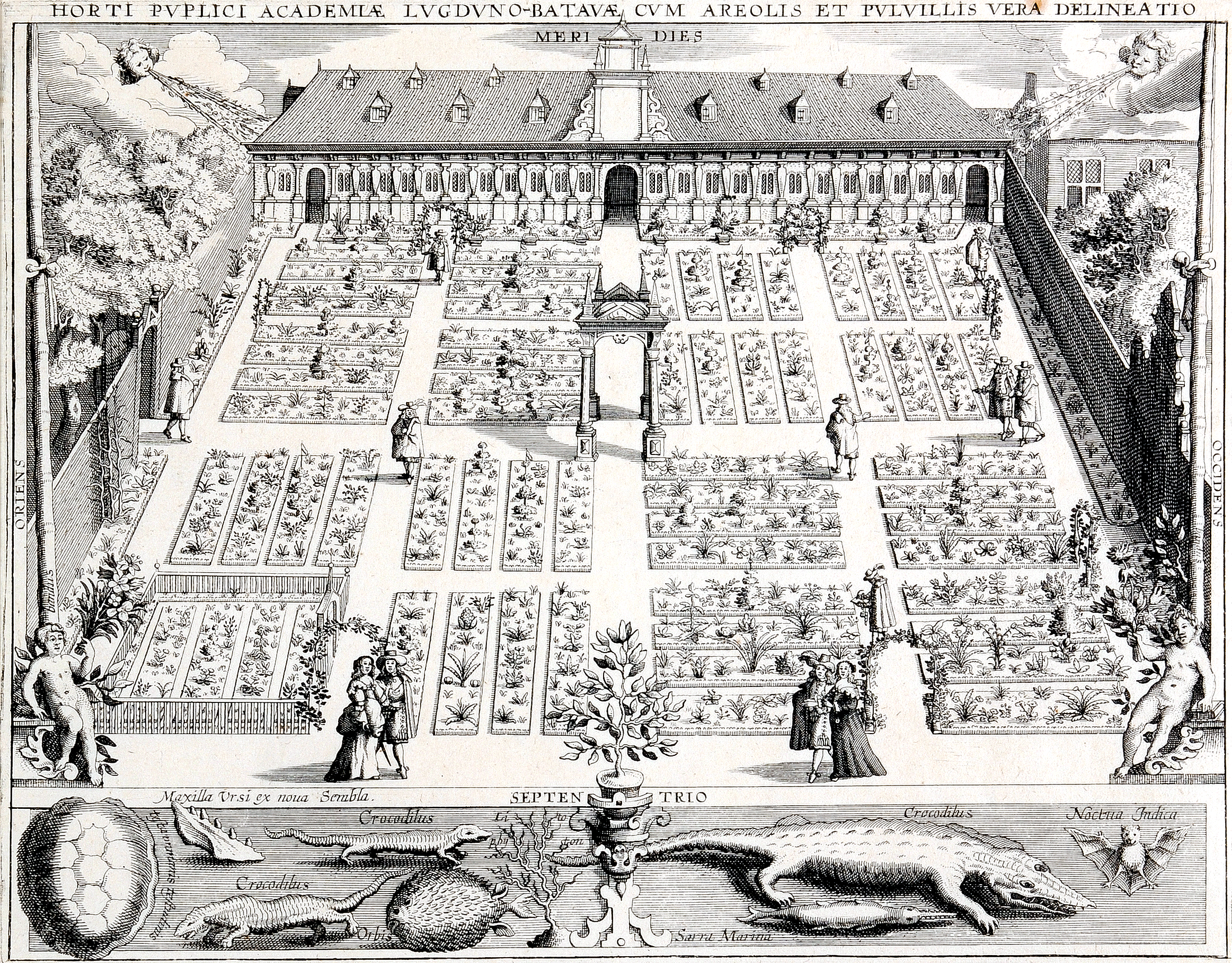
Лейденський ботанічний сад у 1610 році

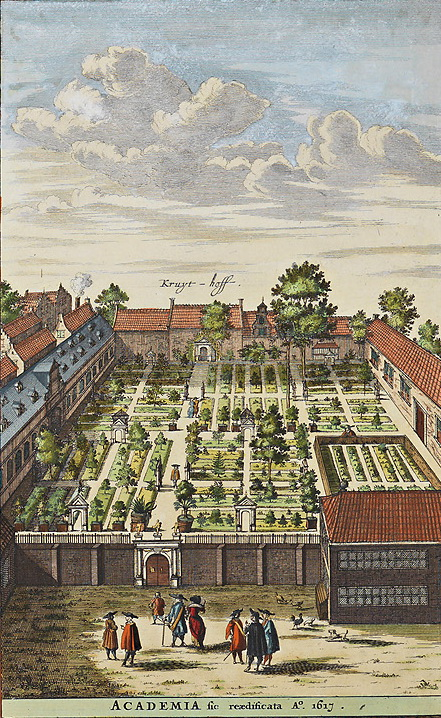
Лейденський ботанічний сад у 1698 році

У 1575 році в Лейдені був заснований університет. 15 березня 1587 року його керівництво подало заяву меру міста про надання університетові незаселеної ділянки на каналі Рапенбург для заснування ботанічного саду, де студенти медичного факультету вивчали б лікарські рослини. Відповіді довелось чекати досить довго, проте зрештою 9 лютого 1590 року ділянка площею близько 1 400 м² (35×40 м) перейшла у розпорядження університету. Цей день можна вважати днем заснування Лейденського ботанічного саду.

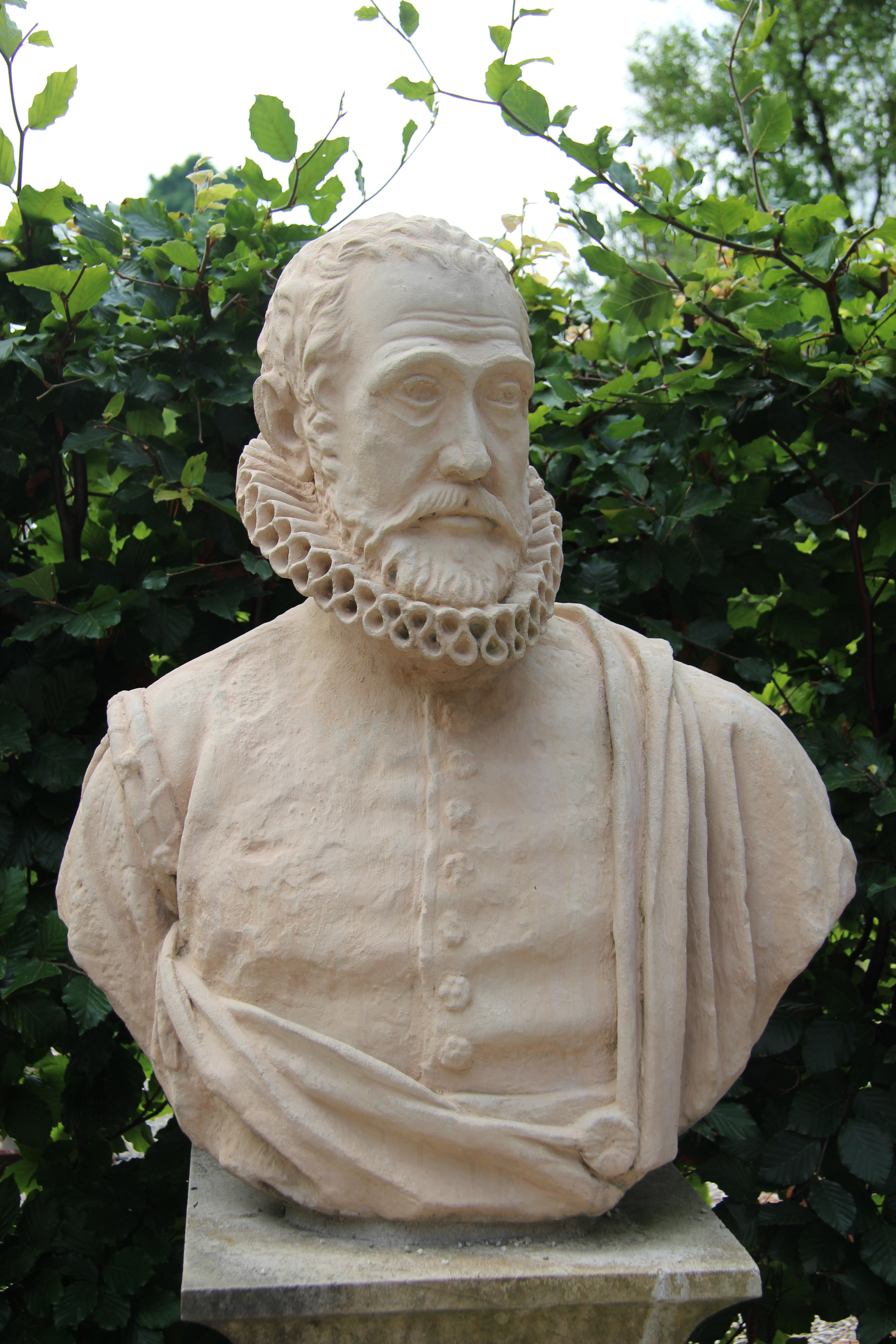
Бюст Клузіуса біля входу до саду

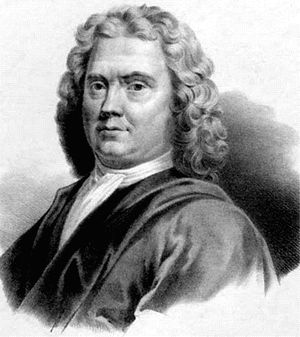
Герман Бургаве

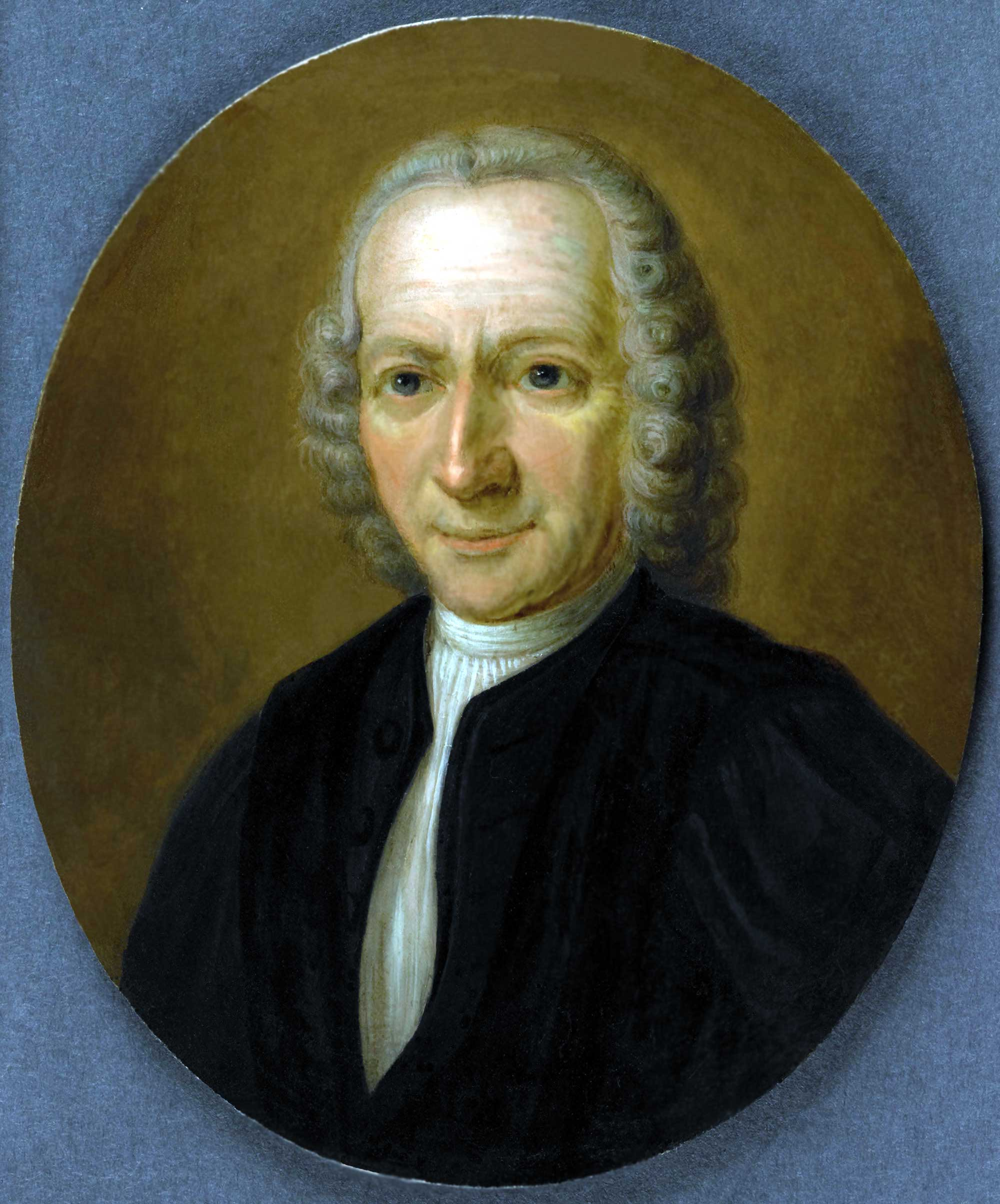
Адріан ван Роєн

Першим керівником саду став видатний ботанік Карл Клузіус (1526–1609), який приїхав до Лейдена у 1593 році на запрошення університету. Знання, репутація та міжнародні контакти Клузіуса дозволили йому започаткувати у Лейдені досить значну ботанічну колекцію: за деякий час до свого приїзду Клузіус вислав до Лейдена насіння, цибулини та бульби 268 видів рослин. Вже 1594 року, впродовж лише одного сезону, Клузіус розбив перший сад у ренесансному стилі: ділянку, виділену під сад, поділили на чотири чверті (лат. «quadrae»), кожну чверть розділили на довгі вузькі смужки (лат. «areae»), а смужки, у свою чергу, — на невеличкі секції (лат. «areolae»). Таких секцій нараховувалося більш, ніж півтори тисячі, тут росло близько 1 000 видів рослин — спецій, овочів, квітів, лікарських рослин. У створенні саду Клузіусу допомагав аптекар і ботанік Теодор Клутіус. Тоді ж Клузіус висадив у Лейдені цибулини тюльпанів, отриманих від австрійського дипломата Ож'є де Бусбека, який вивіз їх з Туреччини.
Для поповнення колекції тропічних рослин, Клузіус звернувся до Голландської Ост-Індійської компанії із проханням збирати і висилати йому тропічні рослини та їх насіння.
Наступники Клузіуса продовжували поповнювати колекцію тропічних (з Вест- та Ост-Індій) та субтропічних (з Капської колонії) рослин. Директор саду Флорентій Схейл надрукував 1668 року каталог рослин, що росли у ботанічному саду, який включав 1 821 назву. За 20 років, у каталозі 1687 року було вже більш, ніж 3 000 видів рослин. Герман Бургаве, який керував садом у 1709–1730 роках, збільшив кількість вирощених видів рослин до 5 846. Для вирощування тропічних і субтропічних рослин у другій половині XVII століття в Лейденському ботанічному саду збудували перші теплиці.
Після Бургаве директором став Адріан ван Роєн, який перебував на цій посаді з 1730 по 1754 рік. Він майже удвічі збільшив площу ботанічного саду, який сягнув тогочасних міських мурів (сучасний канал Вітте Сінгел), також за його часів, у 1744–1745 роках було зведено монументальну будівлю Головної оранжереї. Тоді ж було штучно створено напівкруглий став біля переднього двору — розширення каналу, що протікає крізь ботанічний сад.
У 1735–1737 роках частим відвідувачем Лейденського ботанічного саду став добрий знайомий директора ван Роєна, натураліст Карл Лінней. З 1754 року по 1786 рік посаду директора обіймав племінник Адріана ван Роєна — Давід ван Роєн. З 1752 року у ботанічному саду працював ботанік Ніколас Мербюрг, який на основі експонатів саду склав серії малюнків рослин «Ілюстрації рідкісних рослин» та Plantae selectarum icones depictae.
У 1817 році, за часів директора Себальда Юстінуса Брюгманса, який керував садом у 1786–1819 роках, Лейденський ботанічний сад досяг максимального розміру. Під час французької окупації Нідерландів Брюгманс поїхав до Парижу з метою обговорити з лідерами Французької імперії долю Лейденського університету та ботанічного саду. Можливо, саме через це французи не ліквідували університет, як це сталося з аналогічними навчальними закладами у Франекері та Хардервейку.
У 1820-х — на початку 1830-х років колекції Лейденського ботанічного саду поповнилися зібранням японських рослин, привезених Філіпом фон Зібольдом, німецьким вченим, який у 1823–1829 роках перебував у голландській факторії Дедзіма в Японії.
У першій половині XIX століття у південній часині саду збудували багато невеликих теплиць, а 1856 року зліва і справа від Старої оранжереї було зведено дві великих оранжереї із скла та металу. 1862 року збудували теплицю орхідей, де розташувалася колекція з більш, ніж 500 видів орхідей, у 1871 році — нову теплицю із ставком для лілії Victoria amazonica, у 1877 році — теплицю для деревоподібних папоротей, у 1878 році — оранжерею для пальм (перебудована у 1899 році), у 1878 році — теплицю для колекції кактусів. Окрім того, вздовж каналу, що протікав крізь сад, 1883 року звели серію невеличких теплиць, де вирощувалися рослини для продажу.
У 1857 році площу саду значно скоротили через будівництво Лейденської обсерваторії. В ті часи директором саду був Віллем Гендрік де Фріз, який часто подорожував і його обов'язки виконував молодий вчений Фредерік Віллем Райнір Сурінгер. Виділення ділянки під будівництво сталося без згоди керівництва Лейденського ботанічного саду, але 2011 року цю землю повернули у власність саду.
У 1931–1933 роках директором ботанічного саду був професор Лоуренс Баас Бекінг, який суміщав цю посаду із викладанням в університеті.
Теплиці саду, зведені між 1850 та 1890 роками, були знесені у 1937–1938 роках; їх замінив великий оранжерейний комплекс. Тоді ж були засновані розарій, трав'яний сад і Систематичний сад.
У 1931 році був створений так званий сад Клузіуса — реконструкція первісного саду, яка, втім, розташовувалася в іншому місці, ніж оригінал. При створенні саду Клузіуса використовувався план оригінального саду та висаджені ті рослини, які росли тут у 1594 році. У 2000 році сад оновили задля більшої відповідності первісному ботанічному садові, а 2009 року сад Клузіуса переїхав на передній двір, зайнявши своє історичне місце.
У 1990 році, на честь 400-річчя Лейденського ботанічного саду, заснували Меморіальний сад Зібольда, виконаний у японському стилі, а 1993 року на колишньому бастіоні, біля Лейденської обсерваторії, було закладено Сад папороті. У 2011 році було створено Сад китайських трав.
З 1 липня 2006 року керівником Лейденського ботанічного саду є німецький вчений Пауль Кесслер, а директором з наукової роботи — професор Ерік Смец. Офіційний штат саду складається лише з 15 співробітників, проте їм допомагає велика група волонтерів.

## Опис

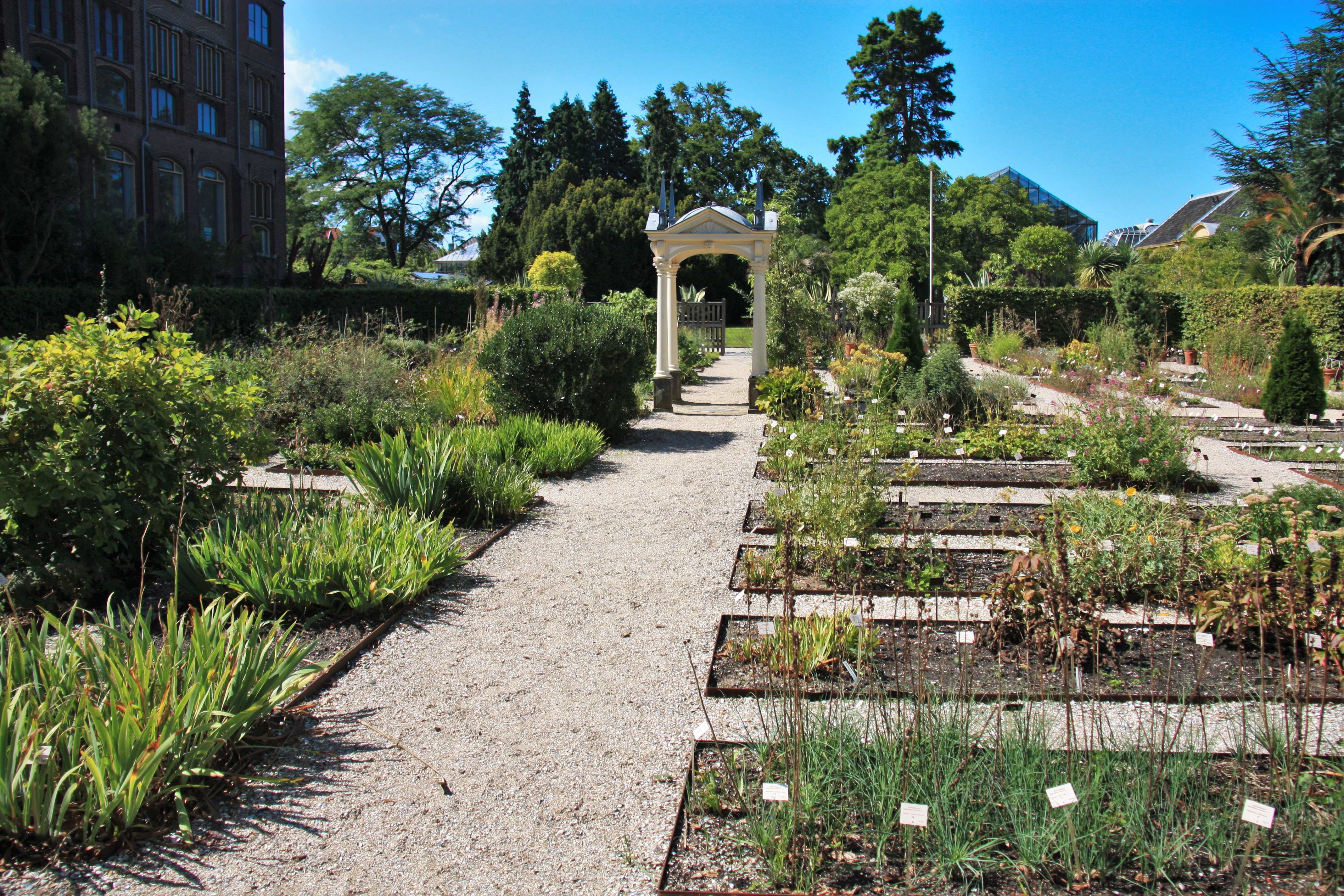
Сад Клузіуса

Лейденський ботанічний сад складається із шести основних частин: переднього двору із садом Клузіуса, Зимового саду, Меморіального саду Зібольда, Головної оранжереї, Систематичного саду і комплексу теплиць із тропічними рослинами.
На передньому дворі, куди веде з каналу Рапенбург головний вхід, розташована найстаріша частина саду, так званий Передній сад (нід. De Voortuin). Серед ботанічних цікавинок тут можна зазначити ліванський кедр, який росте з 1990 року на місці 160-річного бука, так званий «золотий дощ», висаджений 1601 року, за легендою, самим Карлом Клузіусом та тюльпанове дерево, висаджене 1682 року. У 2009 році пройшла реконструкція Переднього саду, під час якої сюди перенесли сад Клузіуса — відтворений у 1931 році первісний сад 1594 року із тим самим переліком рослин. Усі рослини, перегородки та паркани розташовані у відповідності до плану 1594 року. Тут росте близько 700 видів рослин загальною кількістю 1 585 штук.

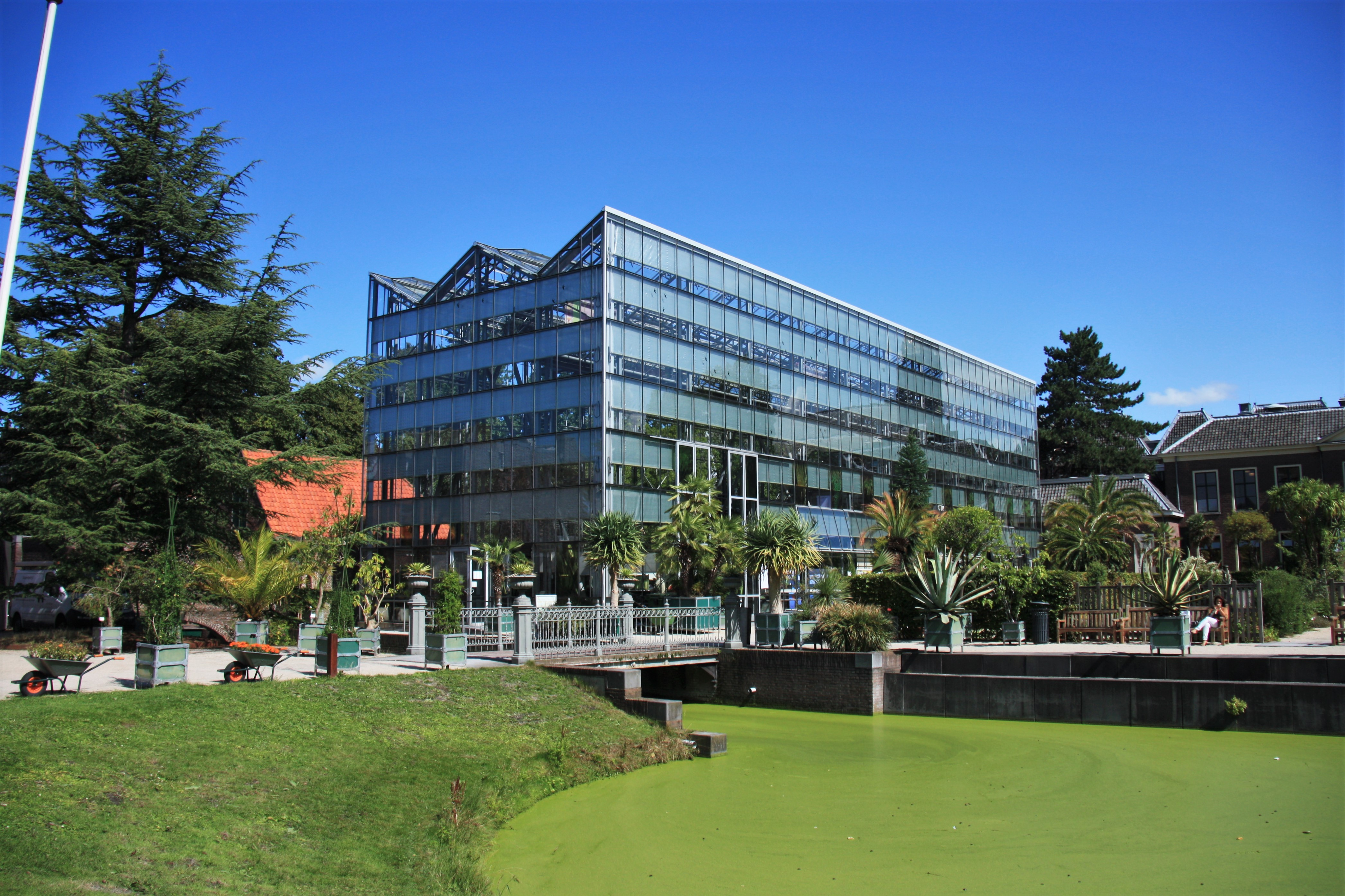
Зимовий сад

Наймолодшою частиною ботанічного саду є Зимовий сад (нід. De Wintertuin) — «холодна» оранжерея, де взимку температура може падати до 5-8 °C. Її збудував 2000 року архітектор Хуберт-Ян Хенкет (Hubert-Jan Henket). В Зимовому саду ростуть переважно саговникоподібні, рослини роду Конофітум та рослини-хижаки — росичка, товстянка і сарраценія. Також у будівлі Зимового саду розташовані каса, інформаційний центр, музейний магазин і кафе.
За будівлею Зимового саду розташована Головна оранжерея, зведена між 1740 та 1744 роками, за проектом архітектора Даніеля Маро (Daniël Marot). Тут з кінця жовтня по кінець березня зберігаються субтропічні рослини, які в теплу пору року виставляються на свіжому повітрі: лаврове дерево, оливкове дерево, гранатове дерево та інші теплолюбні рослини Середземномор'я, Азії, Америки та Австралії.

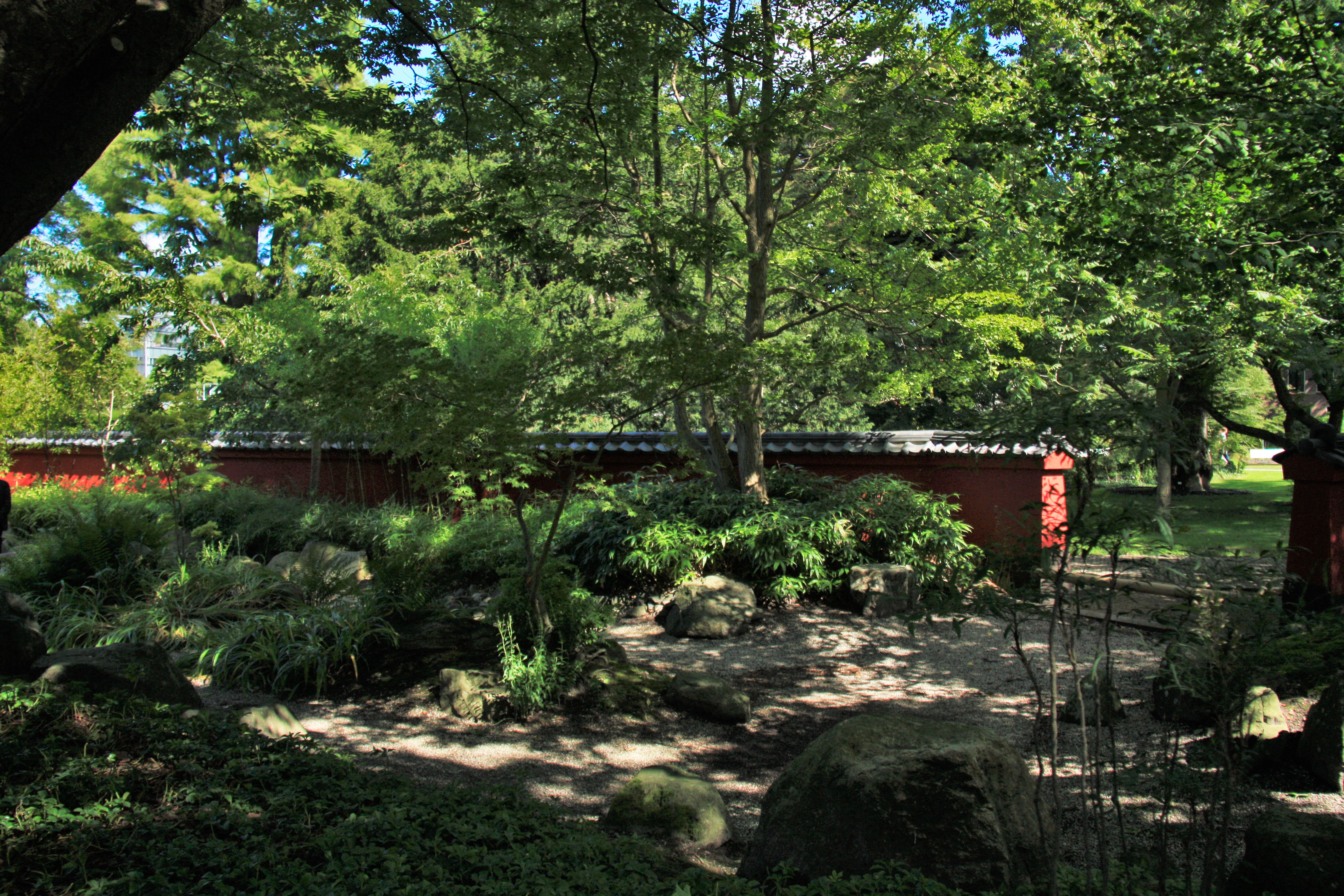
Меморіальний сад Зібольда

Зліва від Головної оранжереї розташований новий оранжерейний комплекс, зведений у 1930-х роках. Він складається з двох з'єднаних між собою будівель — Високої оранжереї (нід. Hoge Kas) та оранжереї «Вікторія» (нід. Victoriakas). Тут ростуть такі тропічні рослини, як хойя, Aristolochia grandiflora, мімоза сором'язлива, Passiflora racemosa, Strongylodon macrobotrys, непентес, рослини родини Ароїдні, зокрема, аморфофалюс велетенський, тропічні орхідеї та папороті. У будівлі оранжереї «Вікторія» найяскравішим експонатом є лілія Victoria amazonica, яку вперше висадили в ботанічному саду 8 липня 1872 року. Поблизу будівель оранжерей ростуть хурма, висаджена 1736 року, та дерево гінкго, висаджене 1785 року.
На схід від оранжереї «Вікторія» лежить розарій, де росте близько двохсот різновидів троянд.
Південніше оранжерей влаштовано Меморіальний сад Зібольда, створений 1990 року на честь Філіпа Франца фон Зібольда, дослідника Японії, який свого часу збагатив колекцію Лейденського ботанічного саду зразками рослин Японського архіпелагу та Східної Азії. Сад створений у традиційному для японських садів стилі каресансуй («сад каміння»), за проектом японського ландшафтного дизайнера Макото Накамури. Інший японський майстер Хіромаса Амасакі розмістив у саду каміння зі штучного острову Нелтьє-Янс у провінції Зеландія. Доріжки з гравію, які у стилі каресансуй означають воду, символізують річку Майн, що протікає у рідному місті Зібольда Вюрцбурзі і впадає до Рейну, на якому стоїть Лейден, де мешкав Зібольд. Сад оточений червоною стіною, біля входу розташовані японський чайний будиночок та бюст фон Зібольда. У саду росте близько ста видів азійських рослин, зокрема, японські клени, хости та гортензії. В центрі саду росте старе дерево Zelkova serrata (японський в'яз), привезене ще Зібольдом. Сад спланований таким чином, що неможливо побачити усі експонати одночасно, тобто у традиціях японських садів. Також з цією метою біля експонатів не розташовані таблички з описом.
Ще далі на південь розташований Сад китайських трав і сад папороті. В останньому зростає кілька сотень різних видів папороті, переважно з Північної півкулі.
У східній частині Лейденського ботанічного саду розбитий так званий Систематичний сад, створений для вивчення родинних зв'язків між різними видами рослин. Тут росте кілька сотень рослин, згрупованих у певні групи.

## Галерея

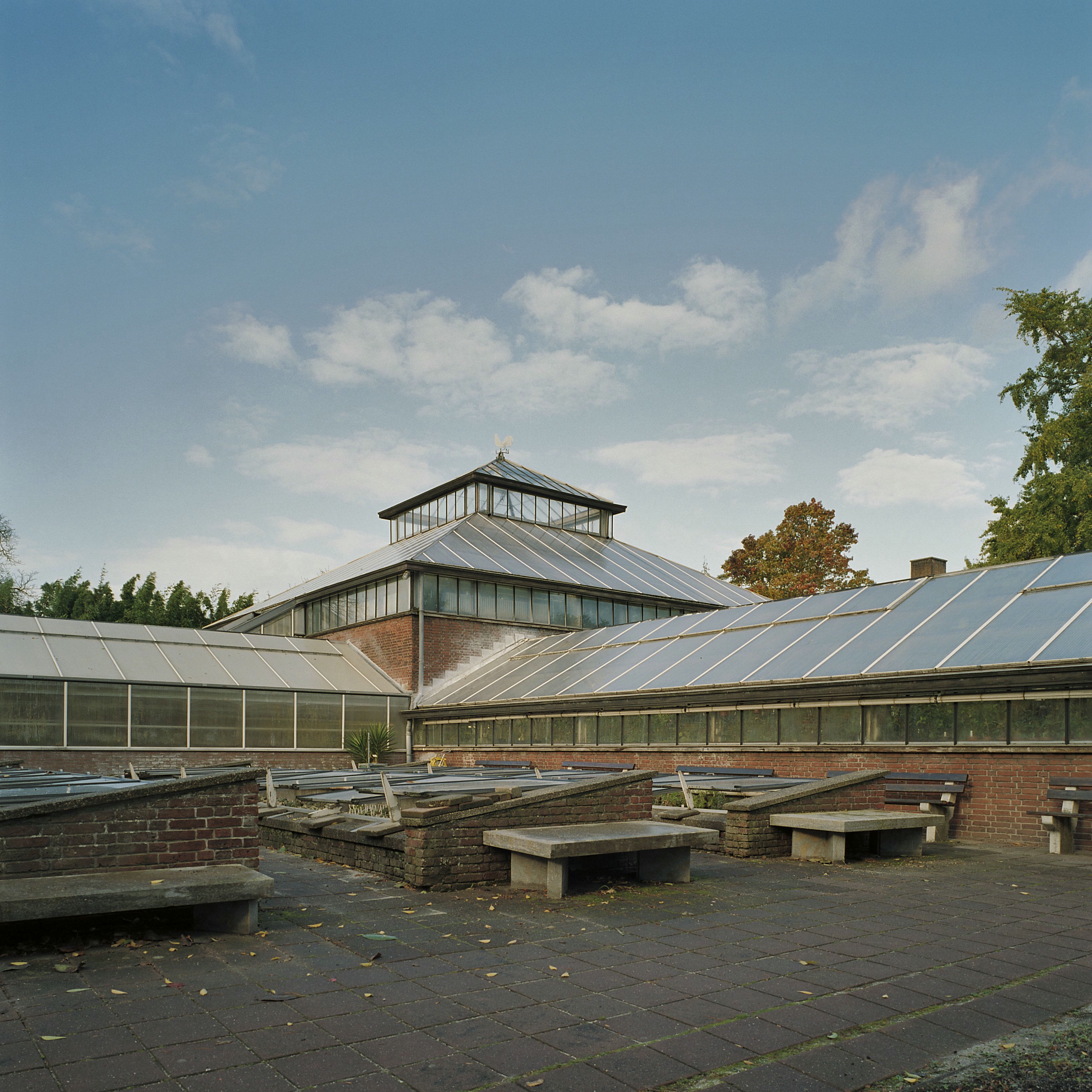
Оранжерея «Вікторія»
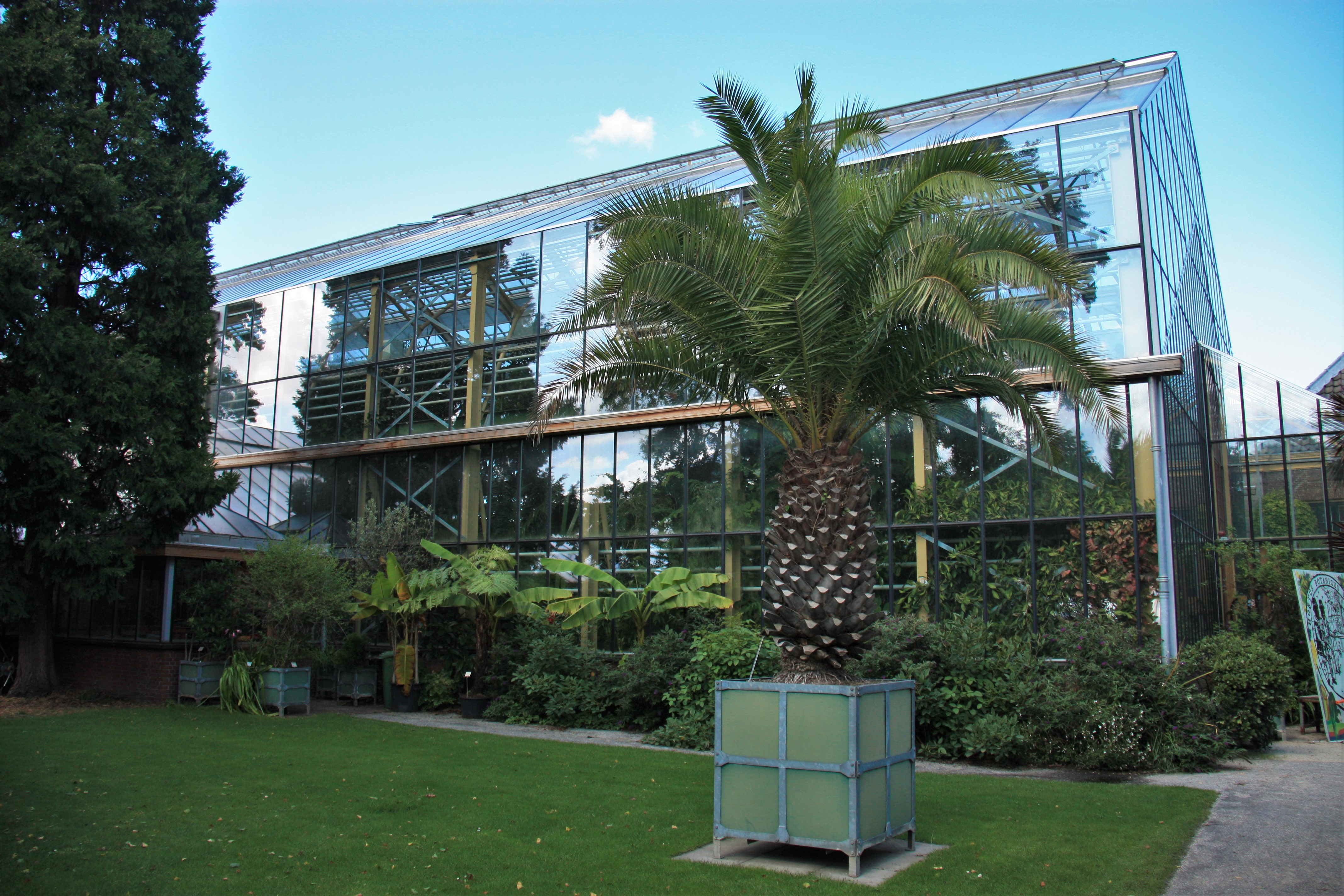
Висока оранжерея
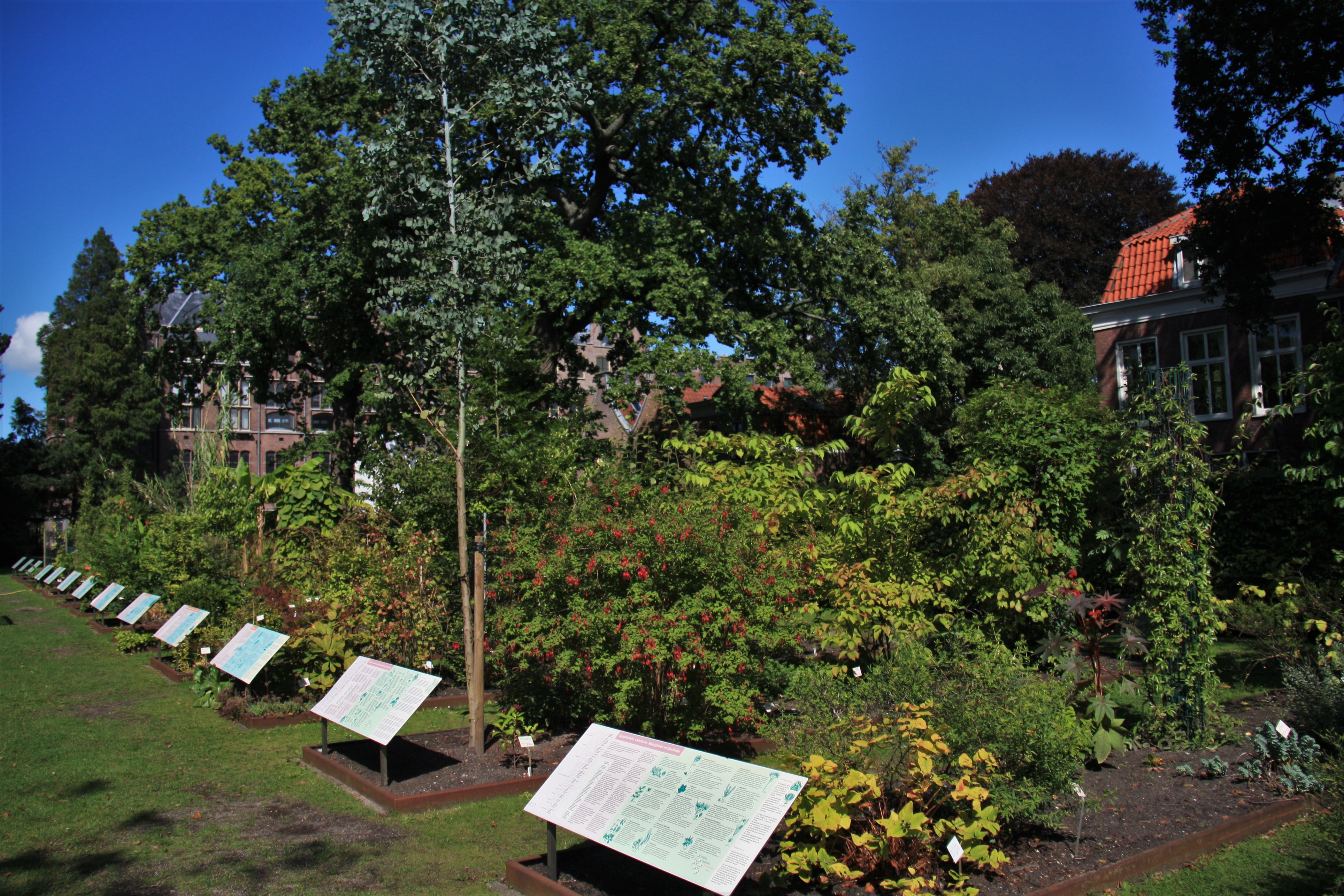
Систематичний сад
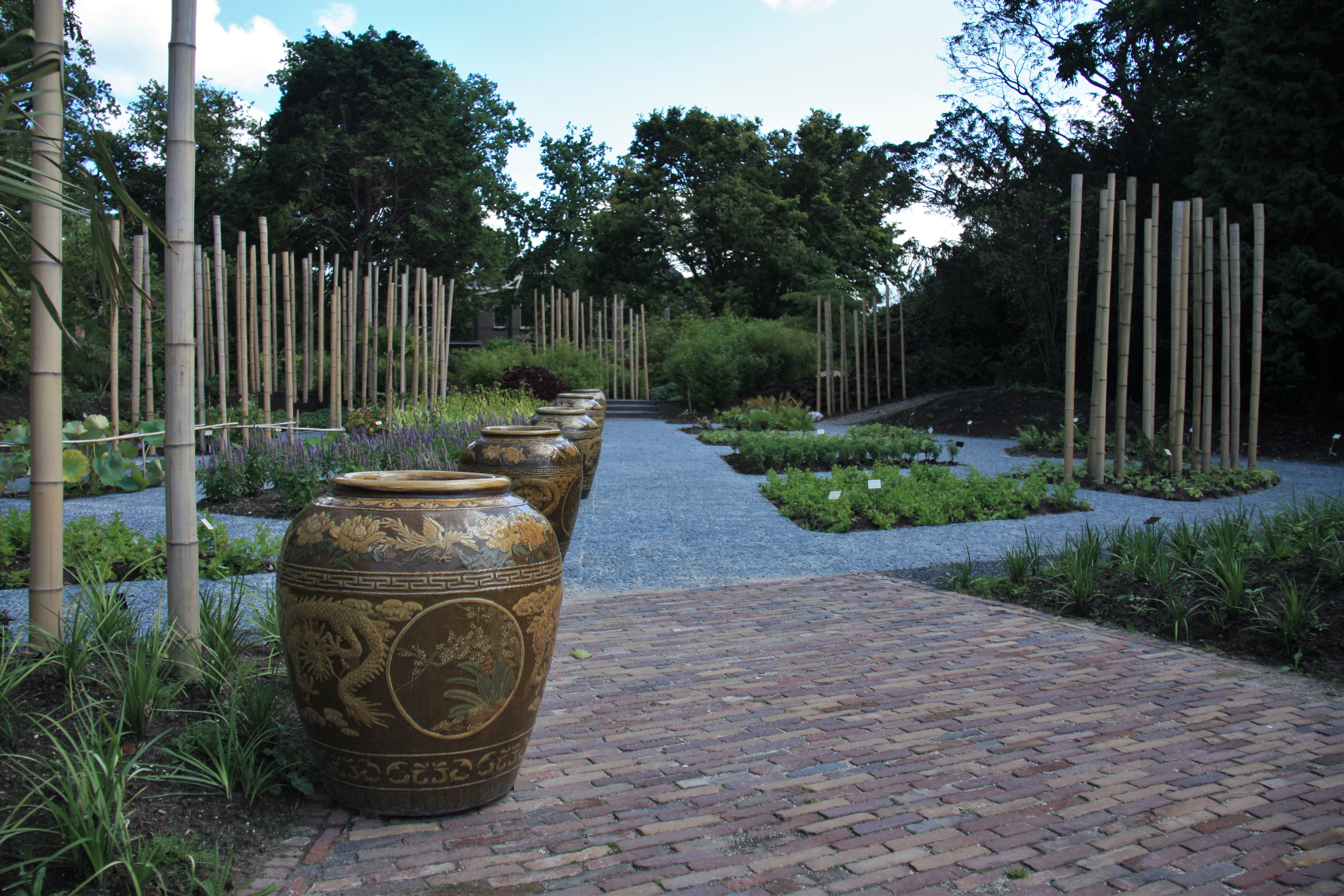
Сад китайських трав
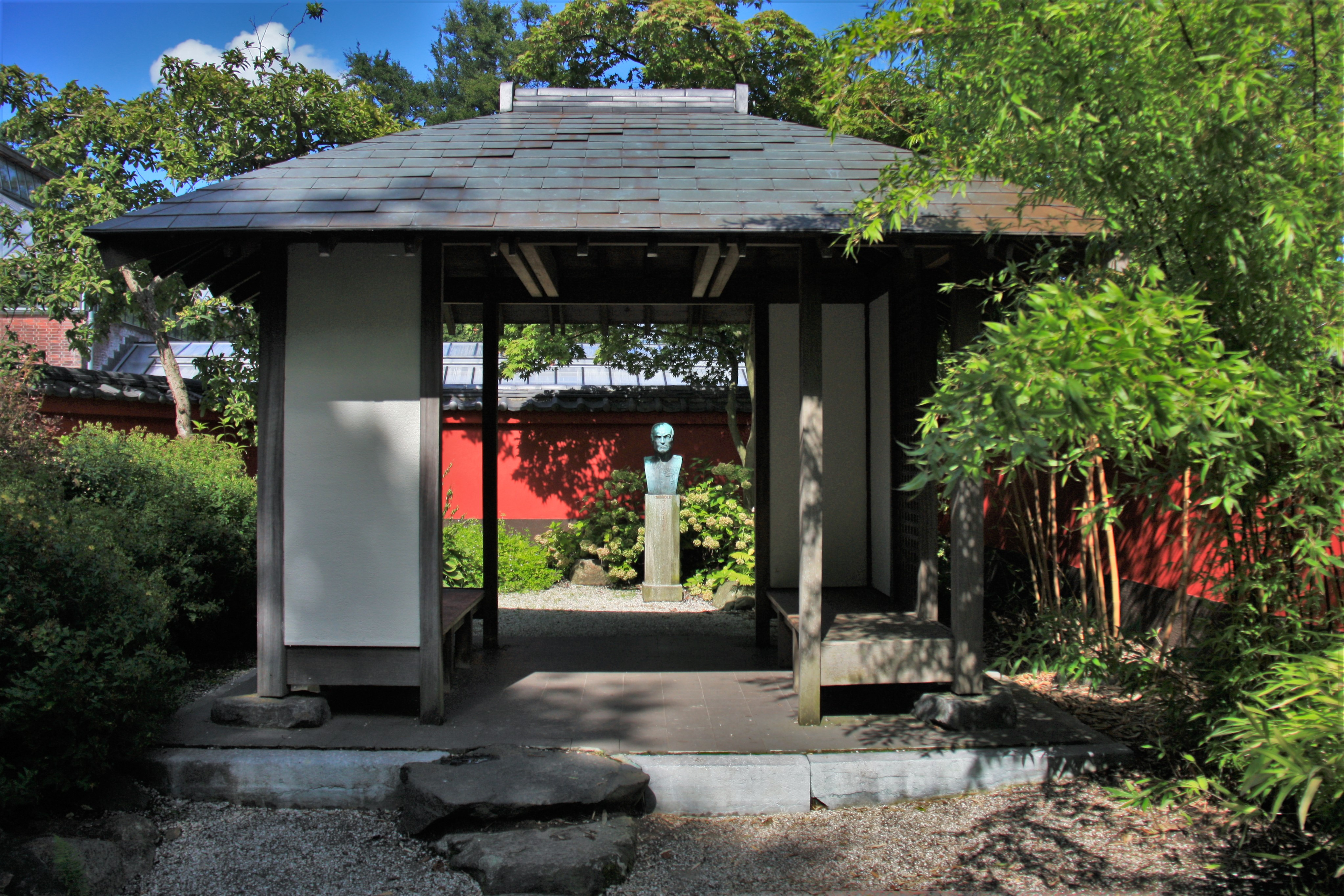
Чайний будиночок і бюст Зібольда
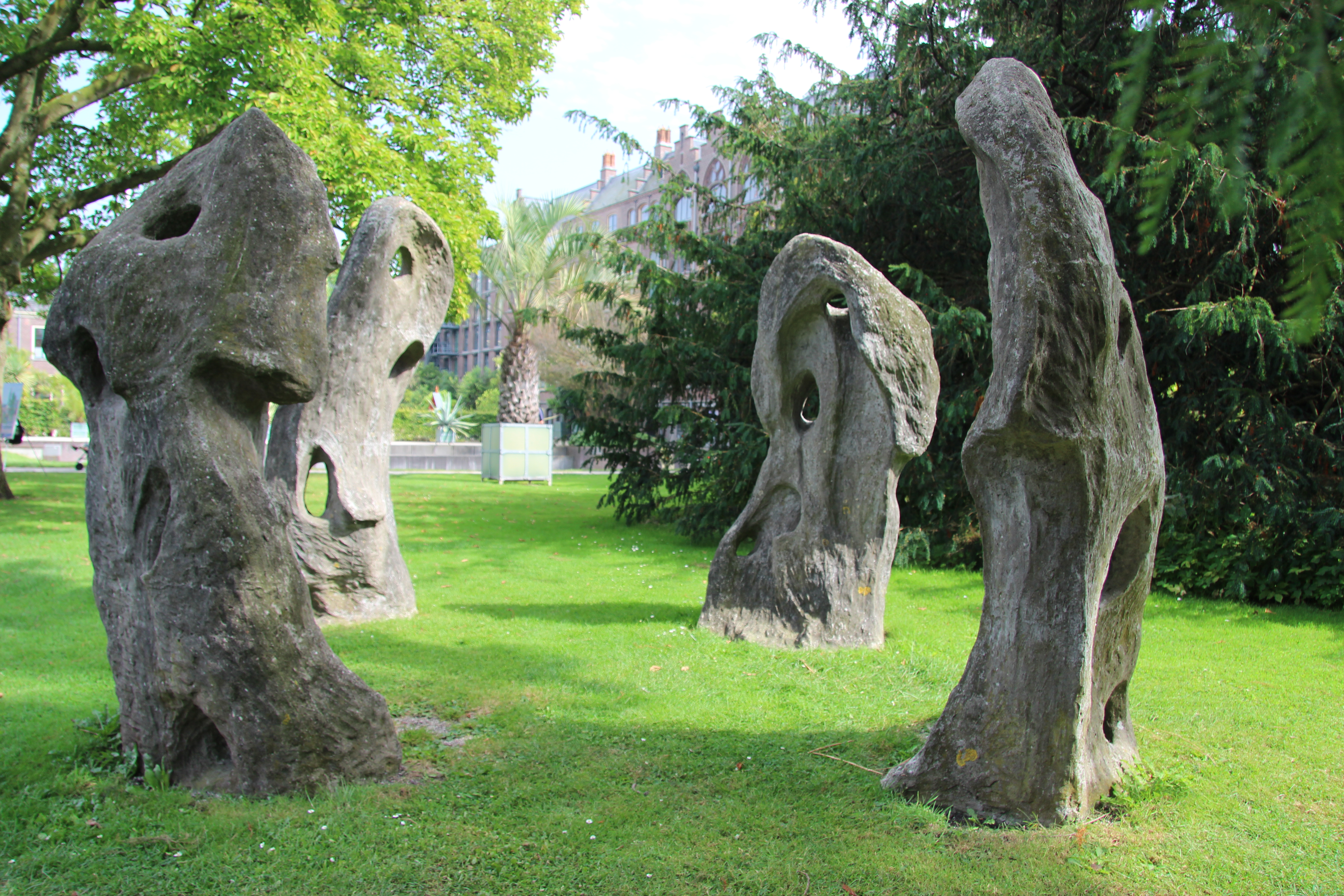
Скульптурна група у саду
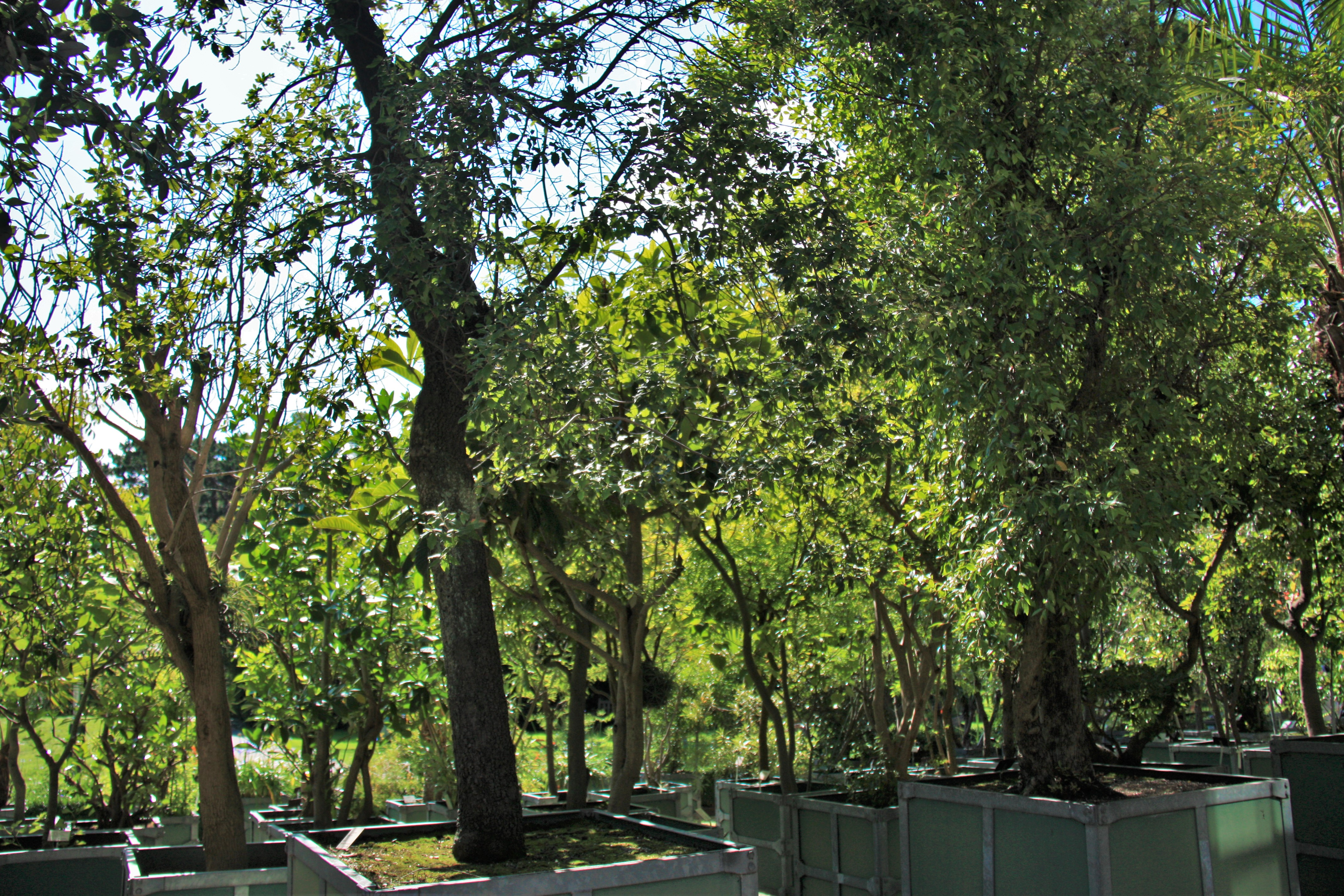
Субтропічні рослини коло Головної оранжереї
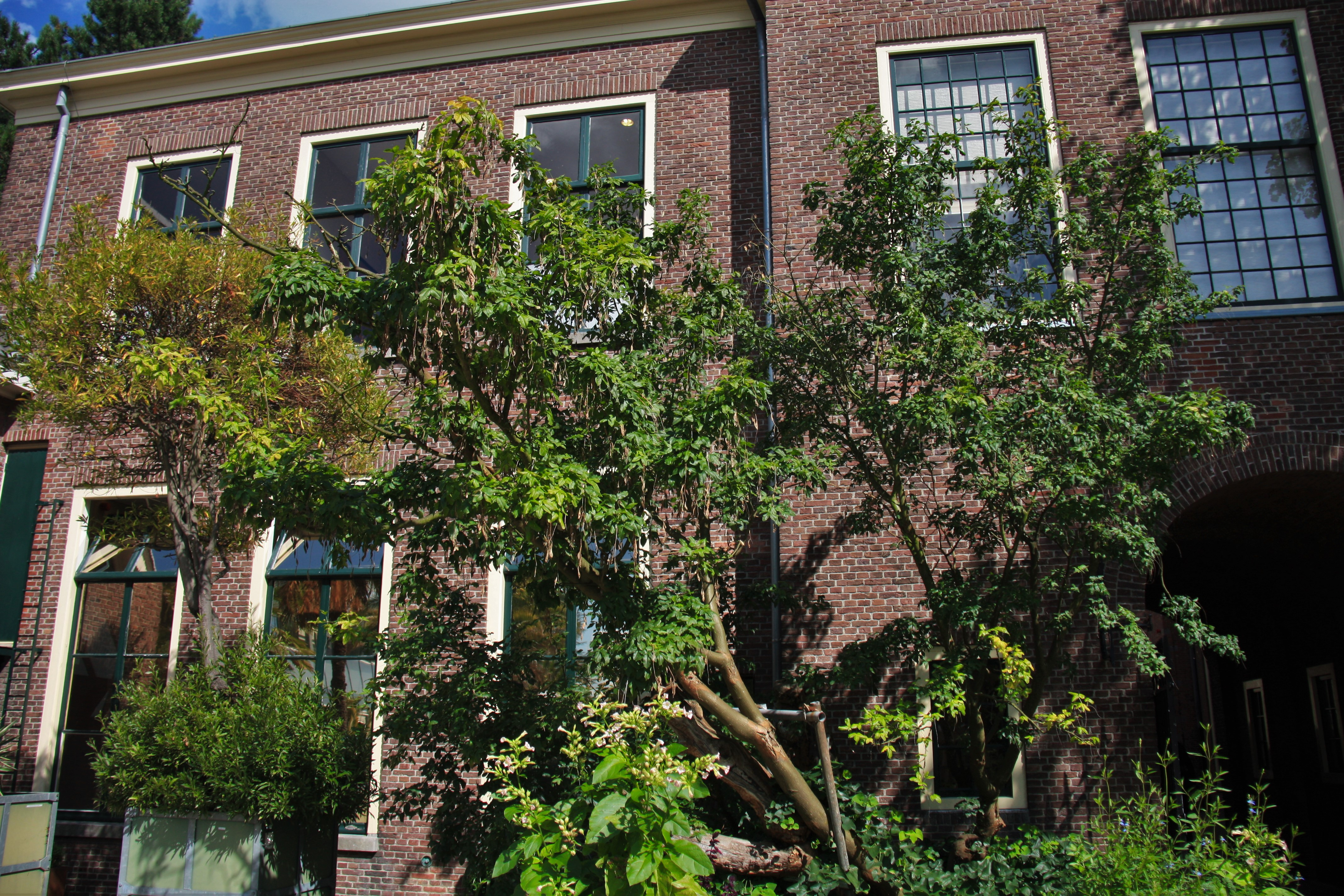
Дерево «золотий дощ», висаджене 1601 року
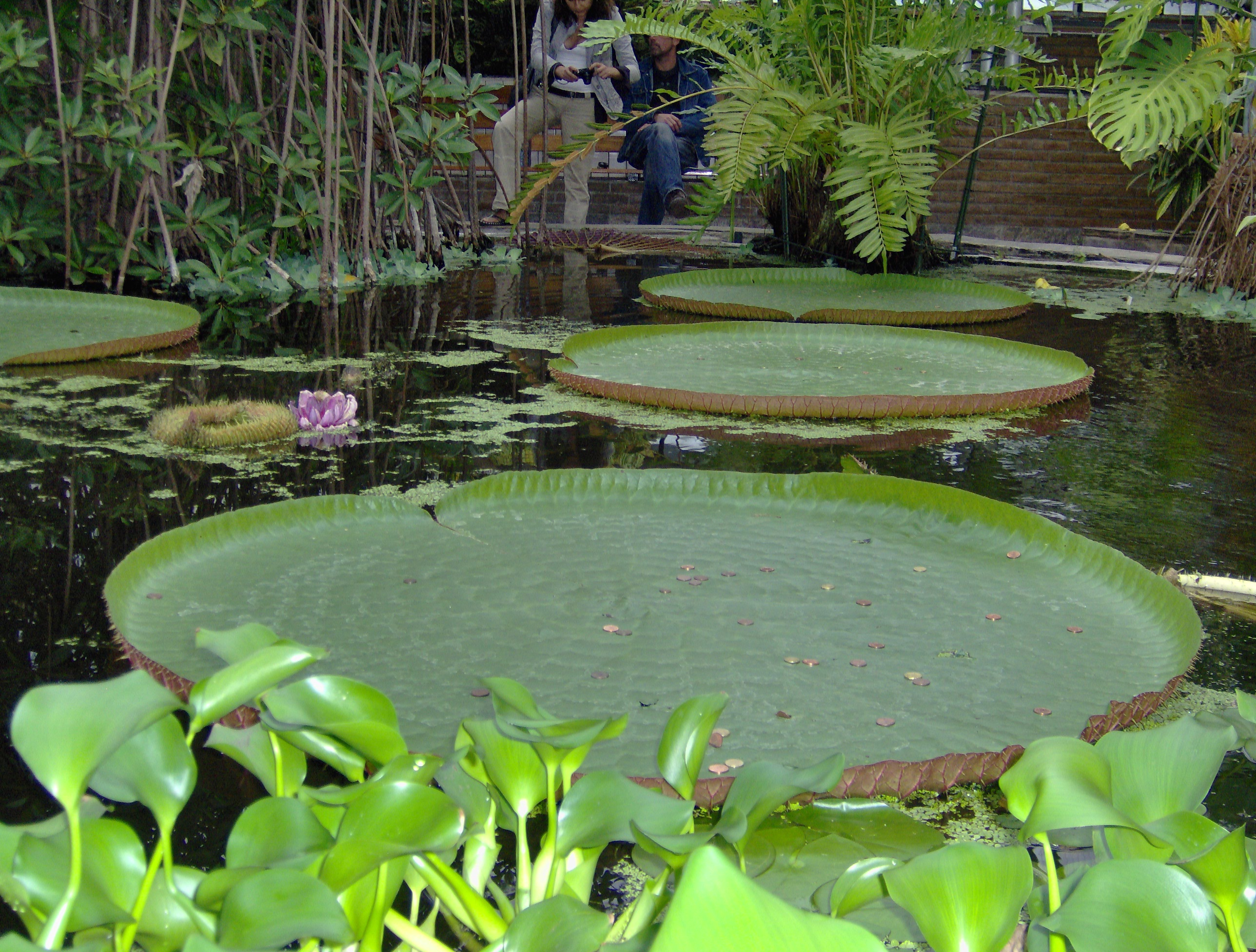
Лілія Victoria amazonica
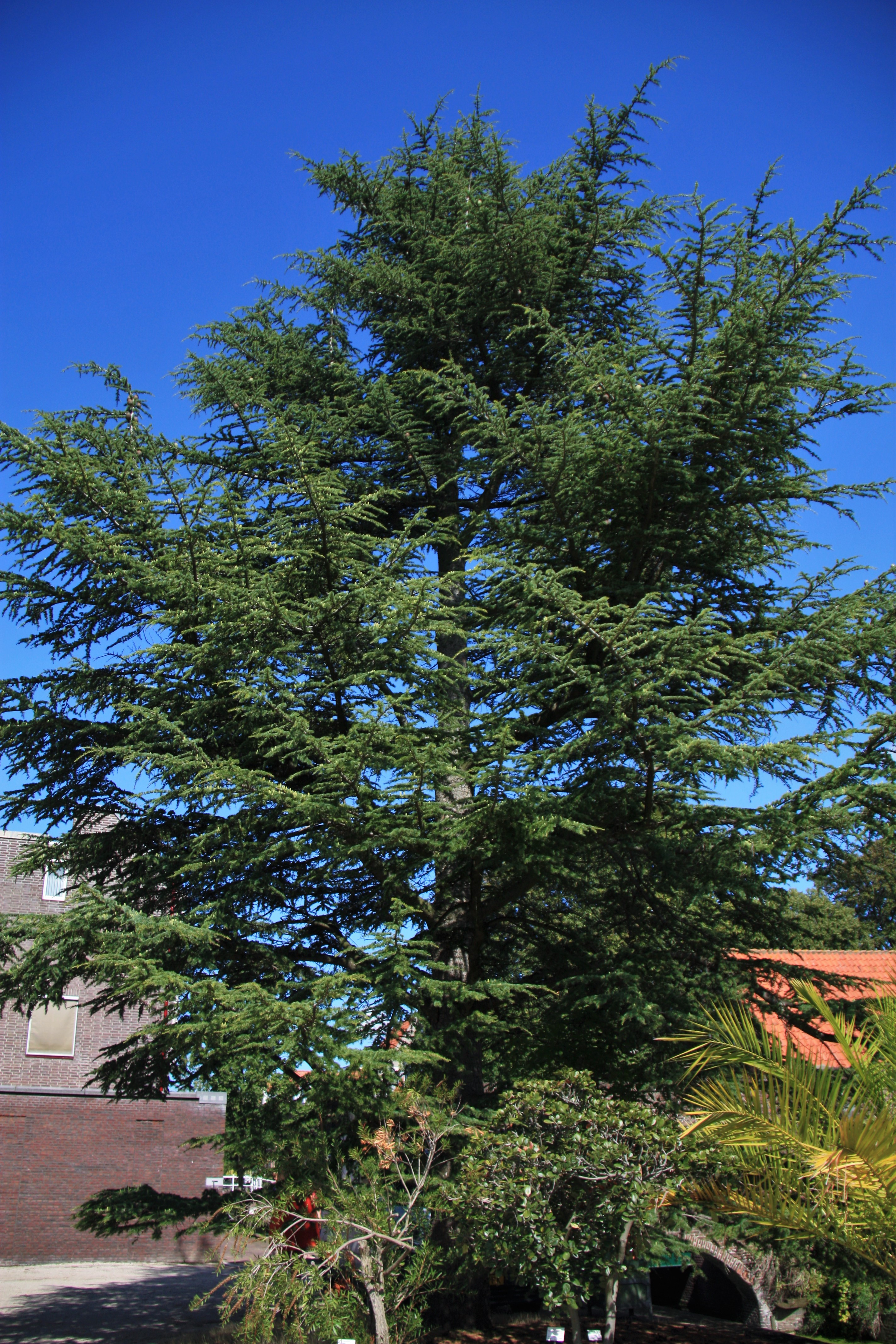
Ліванський кедр
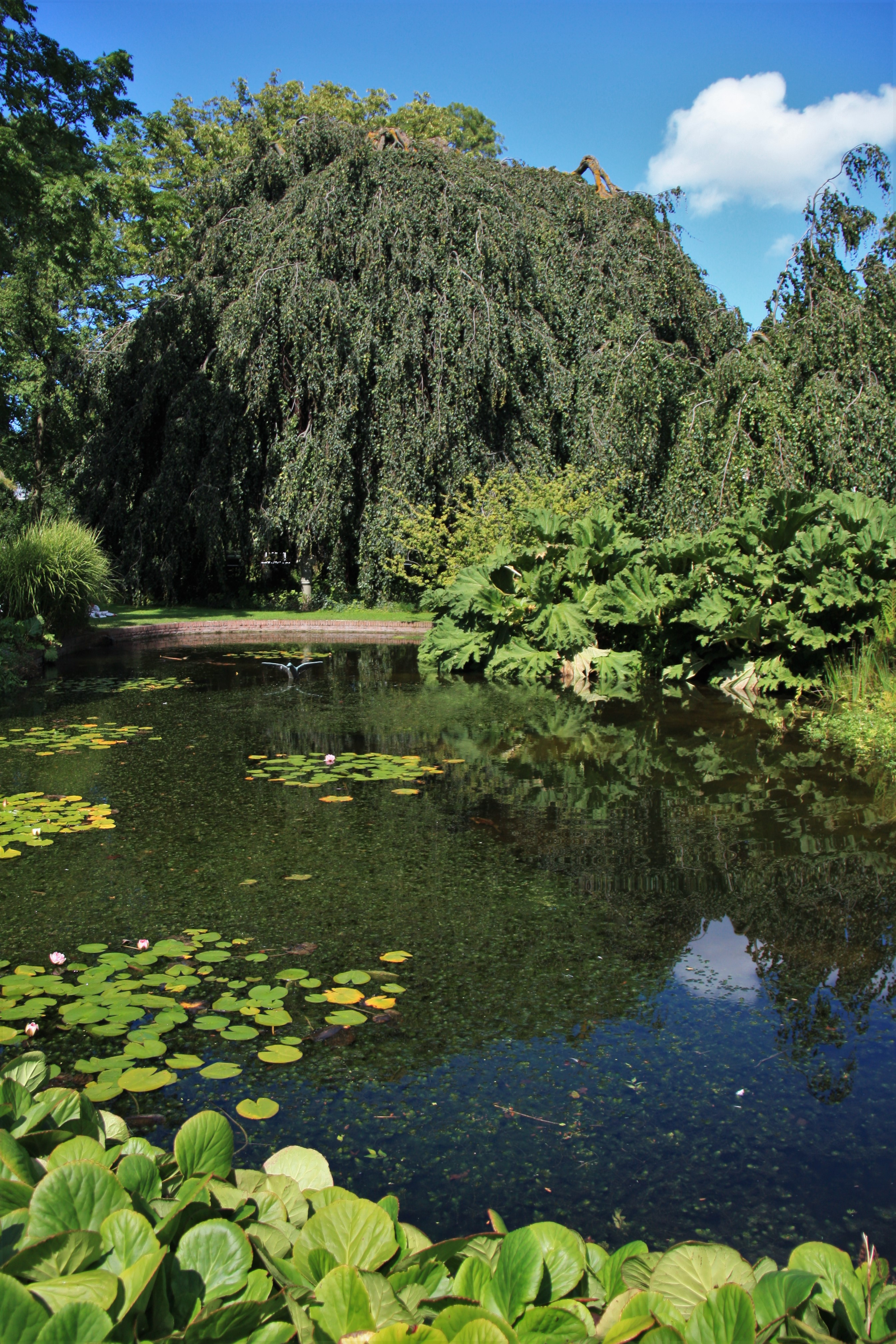
Ставок у ботанічному саду
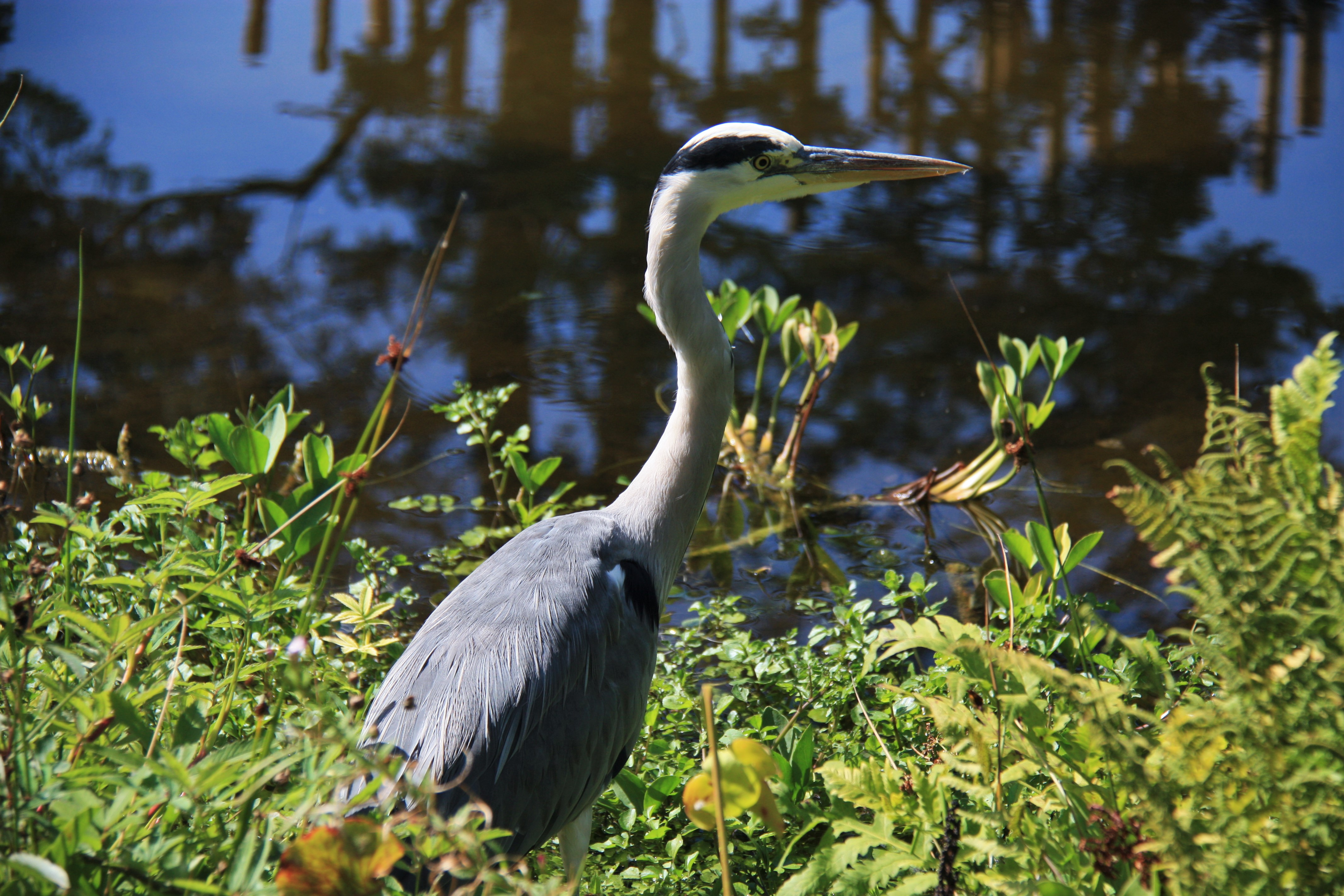
Сіра чапля біля ставка у ботанічному саду